# Hugo Leonelli
Hugo Leonelli (1907,Bell Ville, Córdoba-17 de agosto de 1979, Bell Ville) fue un abogado y político perteneciente a la Unión Cívica Radical ex vicegobernador de Córdoba e intendente de Bell ville en dos ocasiones.

## Biografia
Nació en el año 1907 en Bell Ville provincia de Córdoba.
En tres oportunidades (1940, 1949 y 1955) fue electo como Intendente Municipal de Bell Ville por la Unión Cívica Radical. En el año 1962 fue elegido para presidir la convención Nacional de la UCR del Pueblo, a pesar de que fue electo en tres oportunidades para la intendencia solo ejercio en dos ya que en 1949 las elecciones fueron anuladas. Después de las Elecciones provinciales de Córdoba de 1962 donde la formula Illia - Páez Molina había logrado ganar y Leonelli fue electo senador provincial, la victoria radical no se encontraba en los planes del gobierno por lo cual los resultados de las elecciones fueron anuladas y se convoco para 1963.
Illia no seria candidato a gobernador ya que fue elegido para representar al radicalismo en las elecciones presidenciables, por lo que Justo Páez Molina seria el candidato a gobernador y Eduardo Gamond propuso a Hugo Leonelli como candidato a vice en un congreso partidario por el cual la mayoria voto a favor y resultando triunfante la formula Páez Molina-Leonelli en las Elecciones provinciales de Córdoba de 1963 asumiendo cada uno en su cargo el día 12 de octubre de 1963 y dejándolo el 28 de junio de 1966 por el golpe militar.Ejerció la docencia como profesor del Instituto Secundario Sarmiento del que además fue Vicerrector.
Fallecio en Bell Ville el 17 de agosto de 1979.